# Stac Shoaigh
Stac Shoaigh är en 61 meter hög rauk i Storbritannien.   Den ligger i kommunen Yttre Hebriderna och riksdelen Skottland. Stac Shoaigh ligger i sundet mellan öarna Hirta och Soay i ögruppen St. Kilda.